# Fédération internationale de soft tennis
La Fédération internationale de soft tennis, officiellement en anglais International Soft Tennis Federation (ISTF) est une association sportive internationale qui fédère une soixantaine de fédérations nationales de Soft tennis.
L'ISTF est affiliée à l'Association générale des fédérations internationales de sports. Elle est également partie prenante de l'Agence mondiale antidopage.
Le soft tennis est un sport présents notamment aux Jeux asiatiques.

## Histoire
Sorte de mélange entre le tennis et le badminton, le jeu a vu le jour en Asie dans les années 1870. Il était joué dans un cadre scolaire dans le cadre d’un programme d’éducation physique.
Le premier championnat du monde de la discipline est organisé en octobre 1975 à Hawaï

## Associations membres
En janvier 2019, la fédération comptait 62 membres
| Afrique | Amériques                      | Asie Asian Soft Tennis Federation | Europe | Océanie     |
| ------- | ------------------------------ | --- | --- | ----------- |
|         | - Brésil - Canada - États-Unis | - Bangladesh - Cambodge - Chine - Corée du Sud - Hong Kong - Inde - Indonésie - Japon - Kazakhstan - Kirghizistan - Laos - Maldives - Malaisie - Mongolie - Népal - Pakistan - Philippines - Corée du Nord - Macao - Chinese Taipei - Thaïlande - Tadjikistan - Viêt Nam | - Autriche - Belgique - République tchèque - Pays-Bas - France - Allemagne - Hongrie - Italie - Pologne - Slovaquie - Espagne - Suisse - Grande-Bretagne | - Australie |

## Liste des championnats du monde
| Année | Édition | Ville hôte | Pays         | Dates              |
| ----- | ------- | ---------- | ------------ | ------------------ |
| 1975  | Ier     | Hawaï      | États-Unis   | 9 - 13 octobre     |
| 1977  | IIe     | Taichung   | Taïwan       | 27 - 31 août       |
| 1979  | IIIe    | Daegu      | Corée du Sud | 24 - 27 août       |
| 1981  | IVe     | Hawaï      | États-Unis   | 22- 25 août        |
| 1983  | Ve      | Taichung   | Taïwan       | 20 - 24 août       |
| 1985  | VIe     | Nagoya     | Japon        | 23 - 27 août       |
| 1987  | VIIe    | Séoul      | Corée du Sud | 25 - 29 août       |
| 1989  | VIIIe   | NC         | NC           | NC                 |
| 1991  | XIe     | Séoul      | Corée du Sud | 28 sept. - 2 oct.  |
| 1995  | Xe      | Gifu       | Japon        | 25 oct. - 1er nov. |
| 1999  | XIe     | Taïpei     | Taïwan       | 8 - 16 décembre    |
| 2003  | XIIe    | Hiroshima  | Japon        |                    |
| 2007  | XIIIe   | Anseong    | Corée du Sud |                    |
| 2011  | XIVe    | Mungyeong  | Corée du Sud |                    |
| 2015  | XVe     | New Delhi  | Inde         | 17-21 novembre     |
| 2019  | XVIe    | Taizhou    | Chine        | 25 oct. - 1er nov. |